# Iancul, Iampol
Iancul (satul a fost redenumit de autoritățile sovietice în Іванків, transliterat: Ivankiv în 1946) este un sat în comuna Severînivka din raionul Iampol, regiunea Vinița, Ucraina, situat pe malul stâng al Nistrului, vizavi de satul Egoreni din Republica Moldova.

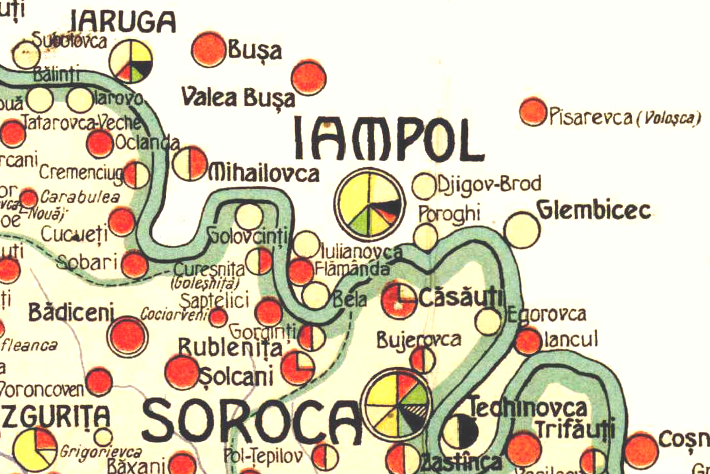
Iancul la sud-est de Iampol, pe o secțiune din harta etnografică a Basarabiei din 1918 de Alexis Nour.

După harta etnografică a Basarabiei din 1918 în sat locuiau numai moldoveni, fiind probabil asimilat în prezent.

## Demografie
Componența lingvistică a localității Iancul
     Ucraineană (95,2%)
     Rusă (2,58%)
     Română (1,48%)
     Alte limbi (0,74%)
Conform recensământului din 2001, majoritatea populației localității Iancul era vorbitoare de ucraineană (95,2%), existând în minoritate și vorbitori de rusă (2,58%) și română (1,48%).